# Magnolia (Playboi Carti)
Magnolia è un singolo del rapper statunitense Playboi Carti, pubblicato come terzo singolo del proprio mixtape di debutto Playboi Carti il 13 giugno 2017 dalle etichette discografiche AWGE Label ed Interscope Records. La produzione del singolo è stata gestita da Pi'erre Bourne.

## Video musicale
Il video musicale è stato pubblicato il 10 luglio 2017 sul canale YouTube di Playboi Carti. È stato diretto dalla Hidji Films e presenta i cameo di vari rapper e beatmaker, tra cui: Pi'erre Bourne, ASAP Rocky, ASAP Mob, m14thew, Slim Jxmmi, x.mofe, Southside, A Boogie wit da Hoodie, Don Q, Nav, Casanova Smooky Margielaa, Juelz Santana e Cash.

## Remix
Svariati altri rapper hanno composto freestyle e remix veri e propri del brano, tra cui Lil Wayne, che nel luglio 2017 pubblicò il proprio remix di Magnolia nel suo secondo EP In Tune We Trust.

## Tracce
1. Magnolia – 3:02 (testo: Jordan Teller Carter – musica: Pi'erre Bourne)

## Classifiche

### Classifiche settimanali
| Classifica (2017)         | Posizione massima |
| ------------------------- | ----------------- |
| Canada                    | 51                |
| Stati Uniti               | 29                |
| Stati Uniti (R&B/Hip-Hop) | 11                |
| Stati Uniti (Rhythmic)    | 20                |

### Classifiche di fine anno
| Classifica (2017) | Posizione |
| ----------------- | --------- |
| Stati Uniti       | 79        |